# Helmuth Fellner
Helmuth Fellner (* 13. August 1956 in Wien) ist ein österreichischer Medienunternehmer und Medienmanager, der zusammen mit seinem Bruder Wolfgang Fellner zahlreiche Medien in Österreich gegründet hat.

## Kindheit und Ausbildung
Helmuth Feller wuchs zusammen mit seinem zwei Jahre älteren Bruder Wolfgang zuerst in Wien und ab dem Jahr 1964 in Salzburg auf, wo sein Vater Fritz Fellner seine erste Stelle als Universitätsprofessor an der Universität Salzburg antrat. Helmuth Fellner hat das Bundesrealgymnasium Salzburg besucht und ein Magisterstudium an der Wirtschaftsuniversität Wien absolviert.

## Geschäftliche Tätigkeiten
Im Alter von 12 Jahren gründete Helmuth Fellner zusammen mit seinem Bruder Wolfgang die Schülerzeitung Rennbahn-Express, die nach wenigen Jahren in ganz Österreich vertrieben wurde.
Zusammen mit seinem Bruder Wolfgang gründete er eine Vielzahl weiterer Zeitschriften, Zeitungen, Radio- und Fernsehsender in Österreich, (darunter 1983 das Jugendmagazin Basta, 1992 das Nachrichtenmagazin News, 1995 das TV-Magazin TV-Media, 1998 das Nachrichtenmagazin Format, 2000 das Tech-Magazin E-Media, 2001 die Frauenillustrierte woman, 2006 die Boulevard-Tageszeitung Österreich, 2016 den Fernsehsender oe24, 2019 den Radiosender Radio Austria).
In der Aufgabenteilung bekleidet Helmuth Fellner dabei die Rolle des im Hintergrund agierenden, kaufmännischen Verantwortlichen, während sein Bruder Wolfgang redaktionelle und öffentlichkeitswirksame Aufgaben übernimmt. Die Aufgabenverteilung zwischen Helmuth und Wolfgang Fellner hat Thomas Schmid, ehemaliger ÖBAG-Alleinvorstand, folgendermaßen beschrieben: „Helmuth Fellner für die Kohle, Wolfgang Fellner für den Content.“
Aus dem im Jahr 1998 gegründeten Nachrichtenmagazin News ging die Verlagsgruppe News (VGN) hervor, an der sich im Jahr 1998 der deutsche Gruner+Jahr-Verlag beteiligte. Die Verlagsgruppe News fusionierte im Jahr 2001 mit der Profil-Gruppe. Zusammen mit seinem Bruder Wolfgang hält Helmuth Fellner daran noch etwa 19 % Anteile ohne Stimmberechtigung.

## Rolle in der Mediengruppe Österreich (MGÖ)
Mit der Gründung der Tageszeitung Österreich im Jahr 2006 ist Helmuth Fellner erstmals nicht mehr als wirtschaftlich Gleichberechtigter mit seinem Bruder Wolfgang unternehmerisch tätig. Im Vergleich zu seinem Bruder Wolfgang bekleidet Helmuth Fellner auch formal keine Position in der Mediengruppe Österreich (MGÖ), sondern agiert für die MGÖ rechtlich gesehen als externer Berater mit seiner Beratungsgesellschaft HF Beratungs GmbH & Co KG, deren Geschäftsführer und alleiniger Gesellschafter er ist, und die ihren Firmensitz im gleichen Gebäudekomplex wie die MGÖ hat. Helmuth Feller gilt jedoch auch bei der MGÖ als der de facto Verantwortliche für kaufmännische Belange.
Als Begünstigter der Fritz Fellner Privatstiftung ist Helmuth Fellner zusammen mit seinem Bruder Wolfgang an knapp 40 % der Mediengruppe Österreich beteiligt. Wolfgang Fellner ist zusätzlich über die Wolfgang Fellner Privatstiftung Begünstigter an den verbleibenden 60 % der Mediengruppe Österreich.

## Rolle in der ÖVP-Korruptionsaffäre
Helmuth Fellner wird als eine der beschuldigten Personen bei der ÖVP-Korruptionsaffäre geführt.

## Privates
Helmuth Fellner hat mit seiner Frau Irene, die als spirituelle Beraterin tätig ist, zwei Kinder, Alexandra und Maximilian. Seine Tochter Alexandra ist Geschäftsführerin mehrerer Unternehmen der Mediengruppe Österreich und mit 37,5 % Eigentumsanteil eine von zwei Miteigentümern der Mediengruppe.